# استخوان گونه
در سر انسان استخوان گونه (Zygomatic bone) استخوانی چهاروجهی است که در هر طرف برجستگی گونه و دیوارهٔ کناری و لبهٔ کاسهٔ چشم و دوسوم پیشین قوس گونه را تشکیل می‌دهد. این استخوان با استخوان‌های فک بالا، استخوان پروانه‌ای، استخوان پیشانی و استخوان گیجگاهی مفصل می‌شود.
این استخوان دارای سه سطح اوربیتال، اینفراتمپورال و قدامی (فاسیال) است، در سطوح مذکور سوراخهای زایکوماتیکو تمپورال، زایگوماتیکو اوربیتال و زایگوماتیکو فاسیال قرار دارد، سطح اوربیتال آن قسمتی از دیواره خارجی اوربیت، سطح زیر گیجگاهی آن حد قدامی حفره اینفراتمپورال را می‌سازد، استخوان گونه با استخوان‌های فرونتال ماکزیلا، تمپورال و بال بزرگ اسفنوئید مفصل می‌شود.